# Jung Soseong
Jeong Soseong,  Jung Soseong,  Chung So-sung (en hangeul : 정소성, Daegu, 11 de febrero de 1944-24 de octubre de 2020) fue un escritor surcoreano.

## Biografía
Estudió literatura francesa en la Universidad Nacional de Seúl, se doctoró en la Universidad de Grenoble III. Más tarde trabajó como profesor de lengua francesa en la Universidad Nacional de Chonnam y en la Universidad Nacional de Chonbuk. Desde 1973, enseñó en la Universidad de Dankook.

## Trabajos

### Colección de Cuentos
- Atene ganeun bae (아테네 가는 배 El Barco con Destino a Atenas), Dongsuh Books, 1986.
- Tteugeo-un gang (뜨거운 강 El Río Caliente), Dong-A Publishing, 1988.
- Ta-inui siseon (타인의 시선 La Mirada de los Demás), Chungrim, 1988.
- Honhyeolui ttang (혼혈의 땅 La Tierra de los Mestizos), Chinwu, 1990.
- Byeorange maedalin sanae (벼랑에 매달린 사내 El Hombre Colgado del Acantilado), Dong-A Publishing, 1991.

### Novelas
- Cheonnyeoneul naerineun nun (천년을 내리는 눈 La Nieve de los Mil Años), Jungumsa, 1983.
- Akyeongui jib (악령의 집 La Casa de los Demonios), Goryeowon, 1989.
- Yeojaui seong (여자의 성 El Sexo de las Mujeres), Segye Ilbo, 1990.
- Angae naerineun gang (안개 내리는 강 El Río Brumoso, 2 Volúmenes), Open Books, 1990.
- Garima tan yeoin (가리마 탄 여인 La Mujer de la Raya, 2 Volúmenes), Chosun Ilbo, 1991.
- Jebikkot (제비꽃 Violeta), Jayu Munhaksa, 1992.
- Choehu-ui yeonin (최후의 연인 El Último Amante), Goryeowon, 1993.
- Sarangui wonjoe (사랑의 원죄 El Pecado Original del Amor, 2 Volúmenes), JoongAng Ilbo, 1994.
- Daedongyeojido (대동여지도 Daedongyeojido, 5 Volúmenes), Jayu Munhaksa, 1994.
- Unmyeong (운명 Destino), Byeokseojeong, 1996.
- Taeyangin (태양인 La Gente del Sol, 2 Volúmenes), Yolimwon, 1997.
- Du anae (두 아내 Dos Esposas, 2 Volúmenes), Chanseom Publishing, 1999.
- Baramui yeoin (바람의 여인 La Mujer del Viento), Silcheon Munhak, 2005.
- Seolhyang (설향), Poema y Ensayo, 2012.

### Obras en traducción
- Les deux épouses (en francés).[3]